# Peribatodes fasciata
Peribatodes fasciata är en fjärilsart som beskrevs av Barend J. Lempke 1952. Peribatodes fasciata ingår i släktet Peribatodes och familjen mätare. Inga underarter finns listade i Catalogue of Life.